# القائد سنوك
هو شخصية خيالية ظهرت أول مرة في فيلم Star wars the force awakens) عام 2015 وهو من ابتكار المخرج جي جي امبارز.
القائد سنوك هو القائد الأول والحاكم للنظام الذي ظهر من حطام الامبراطورية المدمرة المسمى بـ(النظام الأول) بالإنجليزية (First Order) وقد اغوى ابن هان سولو (بين سولو) تلميذ الجيداي لوك سكاي ووكر وجعله يقتل كل زملائه ثم يهرب من بيته ، وقد ولاه قيادة فرسان رين وغير اسمه ليصبح كايلو رين .
الحلقة السابعة : القوة تنهض 2015
ظهر القائد سنوك في مشاهد قليلة من الفيلم ، وهو يأمر جنوده بالبحث عن خريطة تؤدي إلى مكان اخر جيداي في المجرة ، وهو لوك سكاي ووكر ، وعندما علم بأن الخريطة موجودة بآلي من نوع (BB) واسمه (BB8) امر الجنودة بتتبعه ، وعلم انها موجودة على سفينة قائد المقاومة هان سولو والد كايلو رين ، امر كايلو رين بتتبع ابيه وقتله ، كان القائد سنوك خائفاً جداً من عودة الجيداي الاخير لوك سكايووكر لأنه ان عاد سيقلب الامور رأساً على عقب ، في الاخير هجم جنود المقاومة على سلاح النظام الأول الفتاك (نجمة القتل starkiller) وقبل تدميرها بثوان امر الجنرال هوكس بأخذ كايلو رين الذي كان يبارز الفتاة (راي) ويهرب من النجمة وقد فعلها هوكس وهربوا.